# Wildfire
Wildfire – trzeci album studyjny amerykańskiej piosenkarki Rachel Platten, wydany 1 stycznia 2016 roku przez wytwórnie Columbia Records oraz Sony Music Entertainment. Platten pracowała nad albumem głównie z Jonem Levinem.
Album zawiera single „Fight Song” oraz „Stand by You”. Trzecim singlem promującym wydawnictwo był utwór „Better Place”

## Piosenkarka o albumie
Po wielu latach szukania swojej ścieżki w muzyce zaczęłam wątpić, czy mi się uda. Jedyne co mnie przy tym trzymało to relacja ze słuchaczami – bez względu na to ilu ich było. Ta relacja rozpaliła we mnie ogień, który napędzał mnie do napisania tego albumu.Wildfire jest dla wszystkich, którzy zawsze wierzyli we mnie.

## Lista utworów
| Wildfire – Edycja standardowa | Wildfire – Edycja standardowa            | Wildfire – Edycja standardowa                                                                 | Wildfire – Edycja standardowa | Wildfire – Edycja standardowa |
| Nr                            | Tytuł utworu                             | Autorzy                                                                                       | Produkcja                     | Długość                       |
| ----------------------------- | ---------------------------------------- | --------------------------------------------------------------------------------------------- | ----------------------------- | ----------------------------- |
| 1.                            | „Stand by You”                           | Rachel Platten, Jon Levine, Jack Antonoff, Joy Williams, Matt Morris                          | Levine                        | 3:39                          |
| 2.                            | „Hey Hey Hallelujah (feat Andy Grammer)” | Platten, Levine, Andy Grammer, Evan Kidd Bogart, Caroline Ailin, Emanuel Kiriakou, Zukhan Bey | Levine                        | 2:56                          |
| 3.                            | „Speechless”                             | Platten, Levine, Nolan Lambroza, Maureen McDonald                                             | Levine                        | 3:19                          |
| 4.                            | „Beating Me Up”                          | Platten, Levine, Rune Westberg                                                                | Levine                        | 3:09                          |
| 5.                            | „Fight Song”                             | Platten, Levine, Dave Bassett                                                                 | Levine                        | 3:24                          |
| 6.                            | „Better Place”                           | Platten, Levine, Sally Seltmann                                                               | Levine                        | 2:56                          |
| 7.                            | „Lone Ranger”                            | Platten, Bonnie Baker, Brian West                                                             | West                          | 3:10                          |
| 8.                            | „You Don't Know My Heart”                | Platten, Levine, Robert Hawkins                                                               | Levine                        | 3:34                          |
| 9.                            | „Angels in Chelsea”                      | Platten, Levine, Nash Overstreet, West                                                        | Levine, West                  | 3:56                          |
| 10.                           | „Astronauts”                             | Platten, Levine, Bassett                                                                      | Levine                        | 3:37                          |
| 11.                           | „Congratulations”                        | Platten, Levine, Scott Jacoby                                                                 | Levine                        | 3:46                          |
| 12.                           | „Superman”                               | Platten, Levine, Chris DeStefano, Lindy Robbins                                               | Levine                        | 3:22                          |
|                               |                                          |                                                                                               |                               | 40:48                         |

| Wildfire – Edycja Target | Wildfire – Edycja Target           | Wildfire – Edycja Target                    | Wildfire – Edycja Target | Wildfire – Edycja Target |
| Nr                       | Tytuł utworu                       | Autorzy                                     | Produkcja                | Długość                  |
| ------------------------ | ---------------------------------- | ------------------------------------------- | ------------------------ | ------------------------ |
| 1.                       | „Lonely Planet”                    | Platten, Levine, Nolan Sipe, Ryan Petersen  | Levine                   | 3:09                     |
| 2.                       | „Stand by You (wersja akustyczna)” | Platten, Levine, Antonoff, Williams, Morris | Levine                   | 3:53                     |
| 3.                       | „Speechless (wersja akustyczna)”   | Platten, Levine, Lambroza, McDonald         | Levine                   | 3:31                     |
|                          |                                    |                                             |                          | 10:33                    |

## Pozycje na listach

### Notowania tygodniowe
| Notowanie (2016)                       | Najwyższa pozycja |
| -------------------------------------- | ----------------- |
| Australia (Top 50 Albums)              | 12                |
| Belgia (Ultratop 200 Albums Flandria)  | 132               |
| Irlandia (Irish Albums Chart)          | 84                |
| Japonia (Oricon)                       | 38                |
| Kanada (Canadian Albums)               | 6                 |
| Norwegia (Top 40 Albums)               | 36                |
| Nowa Zelandia (Top 40 Albums)          | 37                |
| Szwajcaria (Alben Top 100)             | 85                |
| Szwecja (Top 60 Albums)                | 29                |
| USA (Billboard 200)                    | 5                 |
| Wielka Brytania (Albums Chart Top 100) | 35                |

### Notowania końcoworoczne
| Notowanie (2016)    | Najwyższa pozycja |
| ------------------- | ----------------- |
| USA (Billboard 200) | 101               |

### Certyfikaty
| Kraj/region       | Wydawca | Certyfikat  |
| ----------------- | ------- | ----------- |
| Stany Zjednoczone | RIAA    | złota płyta |